# Apteropeoedes himana
Apteropeoedes himana är en insektsart som beskrevs av Marius Descamps 1973. Apteropeoedes himana ingår i släktet Apteropeoedes och familjen Euschmidtiidae. Inga underarter finns listade i Catalogue of Life.